# Pagan Altar
Pagan Altar (с англ. — «Языческий алтарь») — британская хеви-метал и дум-метал группа, основанная Терри Джонсом и его сыном Аланом в 1978 году в Лондоне и входившая в новую волну британского хеви-метала (NWOBHM). Хотя официально дебютный альбом вышел только в 1998 году, он был записан в 1982 году. Группа Pagan Altar воссоединилась в 2004 году, чтобы записать свой незаконченный второй альбом, и с тех пор продолжает свою деятельность.

## История
Терри (вокал) и Алан Джонс (гитара), проживающие в юго-восточном пригороде Лондона Брокли, начали писать песни и разрабатывать концепцию группы, которая впоследствии превратилась в Pagan Altar, между 1978 и 1979 годами, предположительно тратя почти столько же времени на концепции и темы, которые они хотели изобразить, сколько и на саму музыку. Со временем состав из пяти человек можно было регулярно встретить на концертах в лондонских пабах и клубах с постоянно развивающейся коллекцией песен, вдохновленных такими древними мастерами, как Black Sabbath и Black Widow, и поддерживаемых сценическими представлениями, начиная от плащей колдунов с капюшонами и заканчивая пиротехникой и реквизитом, таким как гробы, черепа, черные свечи и перевернутые кресты (составляя коллегам из NWOBHM, таким как Demon, серьезную конкуренцию). В течение следующих нескольких лет неизменные Джонс работали с многочисленными помощниками (включая басиста Гленна Робинсона и барабанщика Марка Эллиотта), чтобы пропагандировать глубоко концептуальное видение Pagan Altar, но именно с давней ритм-секцией Тревора Портча (бас) и родившегося в Израиле Джона Мизрахи (ударные) им, наконец, удалось записать несколько треков, написанных между 1978 и 1981 годами в их собственной студии Pagan Studios в 1982 году.
Эти треки, задуманные как демо для продажи лейблам и как основа для альбома, как ни странно, были официально выпущены лишь в 90-х (Volume 1), после многих лет, потраченных на торговлю кассетами через фан-сети, столь важные для распространения андеграундного хеви-метала до появления Интернета. Тем временем Pagan Altar пережили ещё несколько лет разочарований и фрустрации, среди бесчисленных мелких концертов, самодельных записей и частой смены музыкантов, прежде чем окончательно распались в 1985 году. И после своего запоздалого «переоткрытия» (непохожего на то, что случилось с культовыми американскими дум-музыкантами Pentagram) семья Джонс привлекла новых музыкантов и выпустила ещё несколько альбомов под маркой Pagan Altar, включая мини-альбом The Time Lord и лонгплей The Lords of Hypocrisy 2004 года, а также Mythical & Magical 2006 года. В 2012 году состав, в который входили Терри Джонс (вокал), Дин Александр (ударные), Винс Хемпстед (ритм-гитара) и Уильям Галлахер (бас-гитара), начал работу над новым альбомом в домашней студии Джонса. К сожалению, Терри Джонс скончался в 2015 году после года борьбы с раком. Альбом The Room of Shadows, заявленный как последний альбом Pagan Altar, был выпущен на лейбле Svart Records в 2017 году.

## Характеристики
Стиль
Наряду с Witchfinder General, Pagan Altar является одной из немногих групп новой волны британского хэви-метала (NWOBHM), играющих дум-метал. Концерты группы характеризуются мрачной, эпической и тяжелой музыкой, смешанной со сценическими эффектами, которые подчеркивают их интерес к оккультным темам.
Живые выступления
В первые годы существования группа вложила немало времени и сил в визуальное воплощение настроения и эмоций музыки Pagan Altar. Сценическое выступление было доведено до совершенства и следовало единой теме, которая прослеживалась на протяжении всего концерта, начиная с открывающей композиции «Pagan Altar» и заканчивая одиннадцатиминутным финалом «Armageddon».

## Дискография
Студийные альбомы
- Volume 1 (1998) — переиздание Pagan Altar
- Lords of Hypocrisy (2004)
- Judgement of the Dead (2005) — переиздание Pagan Altar
- Mythical and Magical (2006)
- Room of Shadows (2017)
- The Story of Pagan Altar (2021) — сборник
- Never Quite Dead (2025)

Мини-альбомы
- The Time Lord (2004, re-released as a special edition in 2012)

Синглы
- Pagan Altar – "Walking in the Dark" / Jex Thoth – "Stone Evil" (Split single, 2007)
- Pagan Altar – "Portrait of Dorian Gray" / "Mirror of Deception" – "Beltaine's Joy" (Imperial Anthems split single, 2011)
- "Walking in the Dark" / "Narcissus" (2013)

Демо
- Pagan Altar (1982)